# Altendorf (Altenberga)
Altendorf ist ein Ortsteil der Gemeinde Altenberga im Saale-Holzland-Kreis in Thüringen.

## Geografie
Altendorf liegt etwa 500 m nach Beginn des in Richtung Westen verlaufenden Seitentals vom Saaletal, das sich bis hinter Altenberga erstreckt. Die Bundesstraße 88 von Rudolstadt nach Jena und auch die Bahnstrecke Großheringen–Saalfeld führen unweit des Dorfes vorbei. Der in dieser Tallage befindliche Ort ist seitlich von Muschelkalkhängen umlagert. Diese Lage beeinflusst das Klima im Frühjahr und Herbst positiv, denn es verlängert die Vegetationszeit.

## Geschichte
In unmittelbarer Nähe der Straßenkreuzung B 88/L 2309 wurde im Jahre 2015 von Wissenschaftlern des Bereichs für Ur- und Frühgeschichte der Universität Jena eine Station späteiszeitlicher Jäger ausgegraben, die erste archäologische Magdalénien-Ausgrabung in Thüringen seit 40 Jahren. Die Nähe zu anderen bedeutenden Fundstellen aus der gleichen Zeit vor rd. 15.000 Jahren legt die Vermutung nahe, dass das Gebiet schon sehr früh besiedelt war.
Die urkundliche Ersterwähnung von Altendorf erfolgte am 14. März 1228. Ein Edelhof derer von Aldindorfe wurde 1389 erstmals erwähnt. Er gehörte zur Burggrafenschaft Altenberga. Die Hallenkirche St. Maria  wurde im 14. Jahrhundert erbaut, 1517 in der heutigen, spätgotischen Form. Zur Barockzeit kam eine Orgel dazu. 1613 wurde der Ort von der Thüringer Sintflut schwer getroffen.
Der landwirtschaftlich geprägte Ort, mit Enteignungen zur Zeit der SBZ und Kollektivierung in der DDR, hat sich nach der deutschen Wiedervereinigung mit Bauern anderer Orte in einer Agrargenossenschaft zusammengeschlossen.
Altendorf zählte 2012 etwa 250 Einwohner.